# Bidstond
Een bidstond is een bijeenkomst van (meestal) christenen om gezamenlijk tot God te bidden, al dan niet met een bepaald thema. Over het algemeen kunnen de verschillende deelnemers hierbij hardop om de beurt een kort gebed opzeggen. Daarbij leeft de overtuiging dat God de gebeden zal verhoren.
Bidstonden vinden vaak met vaste regelmaat plaats, maar kunnen ook voor bepaalde gelegenheden gehouden worden waarvoor gebed noodzakelijk wordt geacht. Veel bidstonden worden buiten kerkverband gehouden, zoals binnen een bedrijf of binnen een universiteit. In deze gevallen komt het veel voor dat de christenen in de bidstond uit verschillende kerkgenootschappen afkomstig zijn.
Voor bidstonden geldt wat de Heer in Matteüs 18:20 zegt: "Want waar twee of drie mensen in mijn naam samen zijn, ben ik in hun midden".
Terwijl veel Europese kerkgenootschappen met een leegstroom kampen, is er de laatste jaren een sterk toenemend aantal bidstonden binnen bedrijven, scholen en universiteiten. Daarbij wordt er in veel gevallen dan ook in het bijzonder voor deze instellingen, de collega’s en studiegenoten en voor de dagelijkse werkzaamheden gebeden en een zegen gevraagd.